# Werbkowice LHS
Werbkowice LHS – stacja kolejowa w Werbkowicach, w województwie lubelskim, w Polsce, na linii LHS.